# سرژ رضوانی

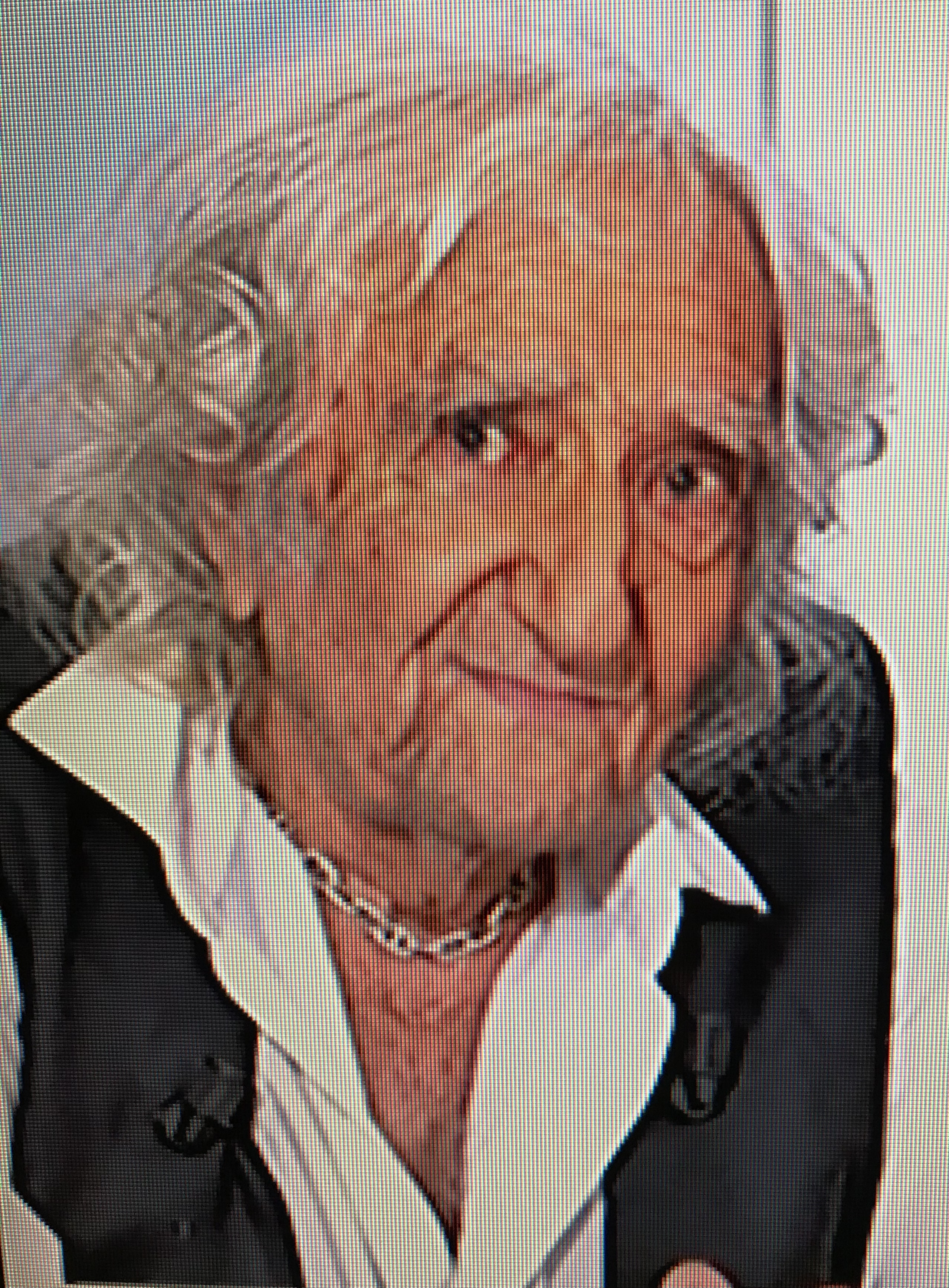
رضوانی در سال ۲۰۲۴

سیروس رضوانی معروف به سرژ رضوانی (فرانسوی: Serge Rezvani‎؛ زادهٔ ۲۳ مارس ۱۹۲۸)، آهنگساز، ترانه‌سرا، نمایشنامه نویس، رماننویس و نقاش است که با بازیگری و آهنگسازی برای فیلم‌های فرانسوا تروفو و ژان لوک گدار، نامش با جنبش موج نوی سینمای فرانسه گره خورده‌است. سرژ اصالتاً ایرانی است ولی بیشتر در فرانسه به ویژه در میان علاقه‌مندان موسیقی، تئاتر و سینما، چهره‌ای مورد احترام است.

## زندگی
سرژ رضوانی (سیروس رضوانی) در سال ۱۹۲۸ میلادی (۱۳۰۷ شمسی) در ایران زاده شد. پدرش مجید رضوانی (محقق و بازیگر تئاتر و نویسنده کتاب نمایش و رقص در ایران) و مادرش از مهاجران قفقازی بود. او در کودکی به همراه خانواده‌اش به مسکو و از آنجا به فرانسه رفت. مادرش بر اثر بیماری سرطان در جوانی درگذشت و او مجبور شد کودکی‌اش را در پانسیون‌های مهاجران روسی بگذراند. در پانزده سالگی از این پانسیون‌ها گریخت تا به نقاشی بپردازد. به مدت بیست سال نقاشی کرد و بعد به نوشتن نمایشنامه و داستان پرداخت. سرژ در سال ۱۹۵۰، با ایولین لانزمن، بازیگر فرانسوی ازدواج کرد اما خیلی زود از او جدا شد و در سال ۱۹۵۰ میلادی با دانیله که او را لولا و زن رویاهایش نامید ازدواج کرد. دانیله دختر نخست‌وزیر وقت فرانسه بود که با ازدواج آن دو مخالف بود با اینحال لولا همه چیز را رها کرد و با سرژ ازدواج کرد. لولا نقش و تأثیر مهمی در زندگی و آثار رضوانی باقی گذاشت. وی لولا را در سال ۲۰۰۴ میلادی به علت آلزایمر از دست داد.
در سال ۱۹۶۱، نام سرژ با ترانه گردباد (Le Tourbillon) با صدای ژن مورو در فیلم «ژول و ژیم» ساخته فرانسوا تروفو بر سر زبان‌ها افتاد. او علاوه بر ساختن موسیقی و شعر این ترانه، در فیلم «ژول و ژیم» در نقش «آلبر»، دوست کاترین (ژن مورو) نیز بازی کرد. در سال ۱۹۶۳ و ۱۹۶۶، ژن مورو، دو آلبوم از ترانه‌های سرژ را ضبط کرد و بیرون داد که مورد استقبال واقع شد. سرژ از طریق تروفو با ژان لوک گدار آشنا شد و گدار از او خواست که برای آنا کارینا در فیلم پیِرو خُله نیز ترانه بسراید و او نیز دو آهنگ برای این فیلم ساخت که بسیار مشهور است و آناکارینا آن‌ها را در فیلم اجرا کرد.

## آثار
از سرژ بیش از ۴۰ رمان، ۱۵ نمایشنامه، دو مجموعه شعر و چندین مقاله فلسفی به زبان فرانسوی منتشر شده و نمایشنامه‌های او بارها به وسیله خود او یا دیگران بر صحنه‌های تئاتر فرانسه اجرا شده‌است.
از میان رمان‌ها و نمایشنامه‌های او می‌توان به «سال‌های روشنگری»، «داستان یک خانه»، «کسوف»، «تازیانه هشتم»، «قانون انسانی»، «میز آسفالت»، «چهره‌نگاری بیضوی»، «وصیت عاشقانه»، «ساکنان پوتمکین»، «گذر از تپه‌های سیاه» و «ریشه دنیا» اشاره کرد.